# Studiengemeinschaft Wort und Wissen
Die Studiengemeinschaft Wort und Wissen e. V. ist ein 1979 gegründeter christlicher Verein evangelikaler Prägung. Seine Mitglieder vertreten einen auf der wörtlichen Auslegung der Bibel basierenden Schöpfungsglauben (Kreationismus), distanzieren sich aber teilweise von den Absolutheitsansprüchen einiger US-amerikanischer Vertreter des Kreationismus.

## Aktivitäten
Geschäftsführer war bis 2021 Reinhard Junker, danach übernahm der Chemiker Boris Schmidtgall kommissarisch die Geschäftsführung. Ehrenamtlicher Vorsitzender ist seit Februar 2006 Henrik Ullrich als Nachfolger von Siegfried Scherer. Die Gemeinschaft arbeitet mit dem Verein Konferenz Bibeltreuer Ausbildungsstätten e. V. zusammen, deren Mitglied sie ist.
Der Verein vertritt die Anschauungen seiner Mitglieder durch die Herausgabe von Büchern und der Hauszeitschrift Studium Integrale Journal wie auch des Informationsblatts Wort und Wissen-Info. Im Internet betreut er neben einer eigenen Webseite in Kooperation mit dem Evangeliums-Netz und dem Christlichen internetdienst (cid) die Website genesisnet.info. Nach eigenen Angaben beschäftigt sich der Verein mit einer ganzen Bandbreite von Themen, die sich zu einem großen Teil inhaltlich am Kreationismus orientieren bzw. sich davon ableiten, wie Junge-Erde-Kreationismus, die so genannte Schöpfungswissenschaft und Intelligent Design.
Der Verein bietet Seminare für Lehrer und Schüler zur Kritik an der wissenschaftlichen Evolutionstheorie an. Er stellt kostenfrei mit Unterrichtsmaterialien über die Schöpfungsgeschichte zur Verfügung und hält das als Lehrbuch von Wort und Wissen herausgegebene Werk von Reinhard Junker „Evolution. Ein kritisches Lehrbuch“ bereit.
Die Studiengemeinschaft bemüht sich nach eigenen Angaben um wissenschaftliche Methodik und Präzision; es werde z. B. strikt zwischen objektiven Daten und weltanschaulichen Interpretationen (Grenzüberschreitungen) getrennt.

## Ansichten
Zu den Zielen des Vereins gehört nach eigenen Angaben, die auf der Bibel gründende Schöpfungslehre den Aussagen der Evolutionstheorie gegenüberzustellen. Unter Schöpfung versteht der Verein eine „Gesamtwirklichkeit“, die unterteilt wird in eine sichtbare und eine unsichtbare. Ausschnitte dieser Gesamtwirklichkeit könnten von den „Realwissenschaften“ untersucht werden und würden nicht nur eine abstrakte Kategorie theologischen Denkens betreffen. Gemäß eigenen Angaben distanziert er sich von den Begriffen Kreationismus und Evolutionismus, da sie emotional belegt seien und vielfach in Diskussionen zu unnötigen Polemiken geführt hätten.

„Die Wissenschaftler der Studiengemeinschaft WORT UND WISSEN respektieren die außerordentlichen Leistungen naturwissenschaftlicher und historischer Forschung. Sie glauben jedoch, eindeutig erkannt zu haben, daß die heute noch bestehende Monopolstellung der Evolutionslehre beim derzeitigen Stand der Forschung mit wissenschaftlichen Argumenten nicht zu rechtfertigen ist. Bei zentralen Aussagen läßt sich zeigen, daß die Fundamente tief im weltanschaulichen Bereich verwurzelt sind und keineswegs auf wissenschaftlich abgesicherten Tatsachen beruhen.“

Die Schöpfungslehre auf biblischer Grundlage umfasse die empirische und die historisch-hermeneutische Erkenntnisebene. Eine wissenschaftliche Theorie gehe immer von gewissen Voraussetzungen aus. Sowohl bei der Schöpfungslehre wie auch bei der Evolutionslehre würden unbewiesene Erkenntnisvoraussetzungen eine entscheidende Rolle spielen.

„Evolutionslehre und Schöpfungslehre gehören zu der großen Familie der historischen Wissenschaften. Ihre gegensätzlichen Abstammungstheorien können mehr oder weniger plausibel vertreten werden, lassen sich aber in ihrer Gesamtheit nicht durch Experiment oder Beobachtung beweisen oder widerlegen.“

In einem herausgegebenen Buch über Sintflut und Geologie wird darauf hingewiesen, dass der Sintflut-Bericht in der Bibel (Gen 7,10 ff.) keine geologische Beschreibung sei. Daher könne man nur indirekte Hinweise auf zu erwartende Befunde in den Geo- und Biowissenschaften entnehmen. Deshalb gebe es unterschiedliche Ansichten, wie einzelne Schilderungen geologisch zu interpretieren seien und aus welchen Aussagen überhaupt geologische Schlussfolgerungen abgeleitet werden könnten, ohne die Texte zu überfordern.

## Außenwahrnehmung
Die Rezeption der Studiengemeinschaft Wort und Wissen in der Fachwissenschaft ist gering. Es gibt einige wenige Biologen, die sich mit ihr beschäftigen und sie kritisieren.
Der Lehrer und Kreationismuskritiker Thomas Waschke ist der Ansicht, dass der Studiengemeinschaft zumindest teilweise im Vergleich zu Vertretern in den USA ein höheres Maß an Fähigkeit zur Selbstkritik zugestanden werden müsse und geht sogar so weit, ihre Beiträge als „auf der inhaltlichen Seite meist fachwissenschaftlich korrekt“ anzusehen. Dennoch übt Waschke scharfe Kritik an den Positionen, die der Verein vertritt.
Ein weiterer Kritiker ist Ulrich Kutschera, Beiratsmitglied der religionskritischen Giordano-Bruno-Stiftung. Er kritisiert u. a. den Grundtypen-Begriff von Scherer und Junker, den er als „Theo-Biologie“ ansieht. Er wirft dem Verein vor, eine „geschickt konzipierte Propaganda-Aktion“ zu betreiben. Kutschera leitet gemeinsam mit Uwe Hossfeld den AK Evolutionsbiologie, dessen Kritik jedoch nicht nur auf den Verein abzielt, sondern auf alle Formen des Kreationismus.
Weiterhin setzt sich der Verein „Arbeitsgemeinschaft EvoBio – Evolution in Biologie, Kultur und Gesellschaft“ unter der Leitung des Molekularbiologen Andreas Beyer und des Chemikers Martin Neukamm mit Wort und Wissen auseinander. Neukamm veröffentlichte Ende 2009 einen Sammelband, in dem schwerpunktmäßig Inhalt und Struktur der Argumentation der Studiengemeinschaft Wort und Wissen kritisiert wird. In diesem Sammelband kritisiert Thomas Junker das von der Studiengemeinschaft Wort und Wissen e. V. herausgegebene Buch Evolution – ein kritisches Lehrbuch als „Pseudo-Lehrbuch“, das „durch tendenziöse Auswahl, systematische Verzerrungen, Fehlinformationen und Sinnentstellungen“ einen völlig falschen Eindruck der wissenschaftlichen Evolutionstheorie vermittelt und versucht, „die wissenschaftliche Evolutionsbiologie durch systematische Falschinformation und Irreführung der Leser zu diskreditieren“.
Auf einige der vorgenannten sowie weitere Kritiken und Angriffe hat die Studiengemeinschaft reagiert, diese rezensiert und Diskussionsbeiträge dazu publiziert. Einige Kritiker haben die Diskussion erwidert und die Repliken der Studiengemeinschaft argumentativ zurückgewiesen.

## Veröffentlichungen (Auswahl)
- Henrik Ullrich, Reinhard Junker (Hrsg.): Schöpfung und Wissenschaft. Die Studiengemeinschaft Wort und Wissen stellt sich vor. Hänssler-Verlag & CV-Verlag Dillenburg, 2008, ISBN 978-3-7751-4966-2
- Reinhard Junker, Siegfried Scherer: Evolution – ein kritisches Lehrbuch. Weyel-Verlag Gießen, 6. Auflage 2006, ISBN 3-921046-10-6
- Larry Vardiman, Andrew A. Snelling, Eugene F. Chaffin (Hrsg.): Radioisotope und das Alter der Erde (aus dem Englischen von Thomas Fritzsche). Stuttgart 2004, ISBN 3-7751-4377-7
- Reinhard Junker: Ähnlichkeiten, Rudimente, Atavismen. Stuttgart 2002, ISBN 3-7751-3827-7
- Reinhard Junker: Samenfarne, Bärlappbäume, Schachtelhalme – Pflanzen und Fossilien des Karbons in evolutionstheoretischer Perspektive,. Stuttgart 2000, ISBN 3-7751-3631-2
- Siegfried Scherer: Entstehung der Photosynthese. Grenzen molekularer Evolution bei Bakterien? Reihe Studium Integrale. Hänssler. 1996, ISBN 3-7751-2661-9
- Michael Brandt: Der Ursprung des aufrechten Ganges – Zur Fortbewegung der plio-pleistozänen Hominiden. Stuttgart 1995, ISBN 3-7751-2357-1
- Reinhard Junker: Evolution ohne Grenzen? – Fakten zur Entstehung der Arten.; 1993, ISBN 3-7751-1969-8
- Sigrid Hartwig-Scherer: Ramapithecus – Vorfahr des Menschen?. Zeitjournal, Berlin 1989, ISBN 3-927390-00-3